# Premiul Satellite pentru cel mai bun actor
Premiul Satellite pentru cel mai bun actor este un premiu anual acordat de Academia Internațională de Presă. Categoria a fost înființată în 2011 după comasarea categoriilor Cel mai bun actor - Dramă și Cel mai bun actor - Musical sau Comedie.

## Câștigători și nominalizați

### Cel mai bun actor într-un musical sau comedie (1996–2010)
| An   | Câștigători și nominalizați | Film                                                                                | Rol                                |
| ---- | --------------------------- | ----------------------------------------------------------------------------------- | ---------------------------------- |
| 1996 | Tom Cruise                  | Jerry Maguire                                                                       | Jerry Maguire                      |
| 1996 | Nathan Lane                 | The Birdcage                                                                        | Albert Goldman                     |
| 1996 | Eddie Murphy                | The Nutty Professor                                                                 | Sherman Klump and others           |
| 1996 | Jack Nicholson              | Mars Attacks!                                                                       | James Dale                         |
| 1996 | Stanley Tucci               | Big Night                                                                           | Secondo                            |
| 1997 | Jack Nicholson              | As Good as It Gets                                                                  | Melvin Udall                       |
| 1997 | Robert Carlyle              | The Full Monty                                                                      | Gary "Gaz" Schofield               |
| 1997 | Dustin Hoffman              | Wag the Dog                                                                         | Stanley Motss                      |
| 1997 | Tommy Lee Jones             | Men in Black                                                                        | Kevin Brown/Agent K                |
| 1997 | Kevin Kline                 | In & Out                                                                            | Howard Brackett                    |
| 1997 | Howard Stern                | Private Parts                                                                       | himself                            |
| 1998 | Ian Bannen                  | Waking Ned                                                                          | Jackie O'Shea                      |
| 1998 | Warren Beatty               | Bulworth                                                                            | Jay Billington Bulworth            |
| 1998 | Jeff Bridges                | The Big Lebowski                                                                    | Jeffrey "the Dude" Lebowski        |
| 1998 | Michael Caine               | Little Voice                                                                        | Ray Say                            |
| 1998 | David Kelly                 | Waking Ned                                                                          | Michael O'Sullivan                 |
| 1998 | Robin Williams              | Patch Adams                                                                         | Hunter Adams                       |
| 1999 | Philip Seymour Hoffman      | Flawless                                                                            | Rusty                              |
| 1999 | Jim Carrey                  | Man on the Moon                                                                     | Andy Kaufman                       |
| 1999 | Johnny Depp                 | Sleepy Hollow                                                                       | Ichabod Crane                      |
| 1999 | Rupert Everett              | An Ideal Husband                                                                    | Arthur Goring                      |
| 1999 | Sean Penn                   | Sweet and Lowdown                                                                   | Emmet Ray                          |
| 1999 | Steve Zahn                  | Happy, Texas                                                                        | Wayne Wayne Wayne, Jr. (aka David) |
| 2000 | Michael Douglas             | Wonder Boys                                                                         | Grady Tripp                        |
| 2000 | George Clooney              | O Brother, Where Art Thou?                                                          | Everett                            |
| 2000 | Richard Gere                | Dr. T & the Women                                                                   | Dr. T                              |
| 2000 | Christopher Guest           | Best in Show                                                                        | Harlan Pepper                      |
| 2000 | Eddie Murphy                | Nutty Professor II: The Klumps                                                      | Sherman Klump and others           |
| 2000 | Edward Norton               | Keeping the Faith                                                                   | Brian Finn                         |
| 2001 | Ewan McGregor               | Moulin Rouge!                                                                       | Christian                          |
| 2001 | Colin Firth                 | Bridget Jones's Diary                                                               | Mark Darcy                         |
| 2001 | Gene Hackman                | The Royal Tenenbaums                                                                | Royal Tenenbaum                    |
| 2001 | John Cameron Mitchell       | Hedwig and the Angry Inch                                                           | Hedwig                             |
| 2001 | Ben Stiller                 | Zoolander                                                                           | Derek Zoolander                    |
| 2001 | Chris Tucker                | Rush Hour 2                                                                         | James Carter                       |
| 2002 | Kieran Culkin               | Igby Goes Down                                                                      | Jason "Igby" Slocumb, Jr.          |
| 2002 | Nicolas Cage                | Adaptation.                                                                         | Charlie and Donald Kaufman         |
| 2002 | Hugh Grant                  | About a Boy                                                                         | Will                               |
| 2002 | Sam Rockwell                | Confessions of a Dangerous Mind                                                     | Chuck Barris                       |
| 2002 | Adam Sandler                | Punch-Drunk Love                                                                    | Barry Egan                         |
| 2002 | Aaron Stanford              | Tadpole                                                                             | Oscar Grubman                      |
| 2003 | Bill Murray                 | Lost in Translation                                                                 | Bob Harris                         |
| 2003 | Jack Black                  | School of Rock                                                                      | Dewey Finn                         |
| 2003 | Johnny Depp                 | Pirates of the Caribbean: The Curse of the Black Pearl                              | Jack Sparrow                       |
| 2003 | Robert Downey, Jr.          | The Singing Detective                                                               | Dan Dark                           |
| 2003 | Paul Giamatti               | American Splendor                                                                   | Harvey Pekar                       |
| 2003 | Billy Bob Thornton          | Bad Santa                                                                           | Willie                             |
| 2004 | Jamie Foxx                  | Ray                                                                                 | Ray Charles †                      |
| 2004 | Gerard Butler               | The Phantom of the Opera                                                            | The Phantom                        |
| 2004 | Jim Carrey                  | Eternal Sunshine of the Spotless Mind                                               | Joel Barish                        |
| 2004 | Paul Giamatti               | Sideways                                                                            | Miles                              |
| 2004 | Kevin Kline                 | De-Lovely                                                                           | Cole Porter                        |
| 2004 | Bill Murray                 | The Life Aquatic with Steve Zissou                                                  | Steve Zissou                       |
| 2005 | Terrence Howard             | Hustle & Flow                                                                       | Djay                               |
| 2005 | Kevin Costner               | The Upside of Anger                                                                 | Denny Davies                       |
| 2005 | Robert Downey, Jr.          | Kiss Kiss Bang Bang                                                                 | Harry Lockhart                     |
| 2005 | Cillian Murphy              | Breakfast on Pluto                                                                  | Patrick "Kitten" Braden            |
| 2005 | Bill Murray                 | Broken Flowers                                                                      | Don Johnston                       |
| 2005 | Joaquin Phoenix             | Walk the Line                                                                       | Johnny Cash                        |
| 2006 | Joseph Cross                | Running with Scissors                                                               | Augusten Burroughs                 |
| 2006 | Sacha Baron Cohen           | Borat: Cultural Learnings of America for Make Benefit Glorious Nation of Kazakhstan | Borat Sagdiyev                     |
| 2006 | Aaron Eckhart               | Thank You for Smoking                                                               | Nick Naylor                        |
| 2006 | Will Ferrell                | Stranger than Fiction                                                               | Harold Crick                       |
| 2006 | Peter O'Toole               | Venus                                                                               | Maurice                            |
| 2007 | Ryan Gosling                | Lars and the Real Girl                                                              | Lars Lindstrom                     |
| 2007 | Don Cheadle                 | Talk to Me                                                                          | Ralph Greene, Jr.                  |
| 2007 | Richard Gere                | The Hoax                                                                            | Clifford Irving                    |
| 2007 | Ben Kingsley                | You Kill Me                                                                         | Frank Falenczyk                    |
| 2007 | Clive Owen                  | Shoot 'Em Up                                                                        | Smith                              |
| 2007 | Seth Rogen                  | Knocked Up                                                                          | Ben Stone                          |
| 2008 | Ricky Gervais               | Ghost Town                                                                          | Bertram Pincus                     |
| 2008 | Josh Brolin                 | W.                                                                                  | George W. Bush                     |
| 2008 | Michael Cera                | Nick and Norah's Infinite Playlist                                                  | Nick                               |
| 2008 | Brendan Gleeson             | In Bruges                                                                           | Ken                                |
| 2008 | Sam Rockwell                | Choke                                                                               | Victor Mancini                     |
| 2008 | Mark Ruffalo                | The Brothers Bloom                                                                  | Stephen                            |
| 2009 | Michael Stuhlbarg           | A Serious Man                                                                       | Larry Gopnik                       |
| 2009 | George Clooney              | Up in the Air                                                                       | Ryan Bingham                       |
| 2009 | Bradley Cooper              | The Hangover                                                                        | Phil Wenneck                       |
| 2009 | Matt Damon                  | The Informant!                                                                      | Mark Whitacre                      |
| 2009 | Daniel Day-Lewis            | Nine                                                                                | Guido Contini                      |
| 2010 | Michael Cera                | Scott Pilgrim vs. the World                                                         | Scott Pilgrim                      |
| 2010 | Steve Carell                | Dinner for Schmucks                                                                 | Barry Speck                        |
| 2010 | Romain Duris                | Heartbreaker                                                                        | Alex                               |
| 2010 | Andy García                 | City Island                                                                         | Vince Rizzo                        |
| 2010 | Jake Gyllenhaal             | Love and Other Drugs                                                                | Jamie Randall                      |
| 2010 | John Malkovich              | Red                                                                                 | Marvin Boggs                       |
| 2010 | John C. Reilly              | Cyrus                                                                               | John                               |

### Cel mai bun actor într-o dramă (1996–2010)
| An   | Câștigători și nominalizați | Film                                            | Rol                                |
| ---- | --------------------------- | ----------------------------------------------- | ---------------------------------- |
| 1996 | Geoffrey Rush               | Shine                                           | David Helfgott †                   |
| 1996 | Christopher Eccleston       | Jude                                            | Jude Fawley                        |
| 1996 | Ralph Fiennes               | The English Patient                             | Laszlo de Almásy                   |
| 1996 | William H. Macy             | Fargo                                           | Jerry Lundegaard                   |
| 1996 | Billy Bob Thornton          | Sling Blade                                     | Karl Childers                      |
| 1996 | James Woods                 | Killer: A Journal of Murder                     | Carl Panzram                       |
| 1997 | Robert Duvall               | The Apostle                                     | Euliss Dewey/The Apostle           |
| 1997 | Russell Crowe               | L.A. Confidential                               | Bud White                          |
| 1997 | Matt Damon                  | Good Will Hunting                               | Will Hunting                       |
| 1997 | Leonardo DiCaprio           | Titanic                                         | Jack Dawson                        |
| 1997 | Djimon Hounsou              | Amistad                                         | Cinque                             |
| 1997 | Mark Wahlberg               | Boogie Nights                                   | Eddie Adams/Dirk Diggler           |
| 1998 | Edward Norton               | American History X                              | Derek Vinyard                      |
| 1998 | Stephen Fry                 | Wilde                                           | Oscar Wilde                        |
| 1998 | Brendan Gleeson             | The General                                     | Martin Cahill                      |
| 1998 | Derek Jacobi                | Love Is the Devil...                            | Francis Bacon                      |
| 1998 | Ian McKellen                | Gods and Monsters                               | James Whale                        |
| 1998 | Nick Nolte                  | Affliction                                      | Wade Whitehouse                    |
| 1999 | Terence Stamp               | The Limey                                       | Wilson                             |
| 1999 | Russell Crowe               | The Insider                                     | Jeffrey Wigand                     |
| 1999 | Richard Farnsworth          | The Straight Story                              | Alvin Straight                     |
| 1999 | Al Pacino                   | The Insider                                     | Lowell Bergman                     |
| 1999 | Kevin Spacey                | American Beauty                                 | Lester Burnham †                   |
| 1999 | Denzel Washington           | The Hurricane                                   | Rubin Carter                       |
| 2000 | Geoffrey Rush               | Quills                                          | Marquis de Sade                    |
| 2000 | Jamie Bell                  | Billy Elliot                                    | Billy Elliot                       |
| 2000 | Sean Connery                | Finding Forrester                               | William Forrester                  |
| 2000 | Russell Crowe               | Gladiator                                       | Maximus Decimus Meridius †         |
| 2000 | Ed Harris                   | Pollock                                         | Jackson Pollock                    |
| 2000 | Denzel Washington           | Remember the Titans                             | Herman Boone                       |
| 2001 | Brian Cox                   | L.I.E.                                          | Big John Harrigan                  |
| 2001 | Russell Crowe               | A Beautiful Mind                                | John Nash                          |
| 2001 | Guy Pearce                  | Memento                                         | Leonard Shelby                     |
| 2001 | Sean Penn                   | I Am Sam                                        | Sam Dawson                         |
| 2001 | Billy Bob Thornton          | Monster's Ball                                  | Hank Grotowski                     |
| 2001 | Denzel Washington           | Training Day                                    | Detective Alonzo Harris †          |
| 2002 | Michael Caine               | The Quiet American                              | Thomas Fowler                      |
| 2002 | Daniel Day-Lewis            | Gangs of New York                               | William "Bill the Butcher" Cutting |
| 2002 | Tom Hanks                   | Road to Perdition                               | Michael Sullivan                   |
| 2002 | Jack Nicholson              | About Schmidt                                   | Warren Schmidt                     |
| 2002 | Edward Norton               | 25th Hour                                       | Monty Brogan                       |
| 2002 | Robin Williams              | One Hour Photo                                  | Seymour Parrish                    |
| 2003 | Sean Penn                   | 21 Grams                                        | Paul Rivers                        |
| 2003 | Sean Penn                   | Mystic River                                    | Jimmy Markum †                     |
| 2003 | Hayden Christensen          | Shattered Glass                                 | Stephen Glass                      |
| 2003 | Paddy Considine             | In America                                      | Johnny                             |
| 2003 | Tom Cruise                  | Ultimul samurai                                 | Cpt. Nathan Algren                 |
| 2003 | Jude Law                    | Cold Mountain                                   | W.P. Inman                         |
| 2003 | William H. Macy             | The Cooler                                      | Bernie Lootz                       |
| 2004 | Don Cheadle                 | Hotel Rwanda                                    | Paul Rusesabagina                  |
| 2004 | Kevin Bacon                 | The Woodsman                                    | Walter                             |
| 2004 | Javier Bardem               | The Sea Inside (Mar adentro)                    | Ramón Sampedro                     |
| 2004 | Johnny Depp                 | Finding Neverland                               | Sir James Matthew Barrie           |
| 2004 | Gael García Bernal          | The Motorcycle Diaries (Diarios de motocicleta) | Ernesto Guevara de la Serna        |
| 2004 | Liam Neeson                 | Kinsey                                          | Alfred Kinsey                      |
| 2005 | Philip Seymour Hoffman      | Capote                                          | Truman Capote †                    |
| 2005 | Jake Gyllenhaal             | Jarhead                                         | LCpl./PFC. Anthony Swofford        |
| 2005 | Heath Ledger                | Brokeback Mountain                              | Ennis Del Mar                      |
| 2005 | Tommy Lee Jones             | The Three Burials of Melquiades Estrada         | Pete Perkins                       |
| 2005 | Viggo Mortensen             | A History of Violence                           | Tom Stall/Joey Cusack              |
| 2005 | David Strathairn            | Good Night, and Good Luck                       | Edward R. Murrow                   |
| 2006 | Forest Whitaker             | The Last King of Scotland                       | Idi Amin †                         |
| 2006 | Leonardo DiCaprio           | Blood Diamond                                   | Danny Archer                       |
| 2006 | Ryan Gosling                | Half Nelson                                     | Dan Dunne                          |
| 2006 | Joshua Jackson              | Aurora Borealis                                 | Duncan                             |
| 2006 | Derek Luke                  | Catch a Fire                                    | Patrick Chamusso                   |
| 2006 | Patrick Wilson              | Little Children                                 | Brad Adamson                       |
| 2007 | Viggo Mortensen             | Eastern Promises                                | Nikolai Luzhin                     |
| 2007 | Josh Brolin                 | No Country for Old Men                          | Llewelyn Moss                      |
| 2007 | Christian Bale              | Rescue Dawn                                     | Dieter Dengler                     |
| 2007 | Tommy Lee Jones             | In the Valley of Elah                           | Hank Deerfield                     |
| 2007 | Frank Langella              | Starting Out in the Evening                     | Leonard Schiller                   |
| 2007 | Denzel Washington           | American Gangster                               | Frank Lucas                        |
| 2008 | Richard Jenkins             | The Visitor                                     | Walter Vale                        |
| 2008 | Leonardo DiCaprio           | Revolutionary Road                              | Frank Wheeler                      |
| 2008 | Frank Langella              | Frost/Nixon                                     | Richard Nixon                      |
| 2008 | Sean Penn                   | Milk                                            | Harvey Milk †                      |
| 2008 | Mickey Rourke               | The Wrestler                                    | Randy Robinson                     |
| 2008 | Mark Ruffalo                | What Doesn't Kill You                           | Brian Reilly                       |
| 2009 | Jeremy Renner               | The Hurt Locker                                 | SFC. William James                 |
| 2009 | Jeff Bridges                | Crazy Heart                                     | Otis "Bad" Blake †                 |
| 2009 | Hugh Dancy                  | Adam                                            | Adam Raki                          |
| 2009 | Johnny Depp                 | Public Enemies                                  | John Dillinger                     |
| 2009 | Colin Firth                 | A Single Man                                    | George Falconer                    |
| 2009 | Michael Sheen               | The Damned United                               | Brian Clough                       |
| 2010 | Colin Firth                 | The King's Speech                               | King George VI †                   |
| 2010 | Javier Bardem               | Biutiful                                        | Uxbal                              |
| 2010 | Leonardo DiCaprio           | Inception                                       | Dom Cobb                           |
| 2010 | Michael Douglas             | Solitary Man                                    | Ben Kalmen                         |
| 2010 | Robert Duvall               | Get Low                                         | Felix Bush                         |
| 2010 | Jesse Eisenberg             | The Social Network                              | Mark Zuckerberg                    |
| 2010 | James Franco                | 127 Hours                                       | Aron Ralston                       |
| 2010 | Ryan Gosling                | Blue Valentine                                  | Dean                               |

### Cel mai bun actor
| An   | Câștigători și nominalizați | Film                         | Rol                          |
| ---- | --------------------------- | ---------------------------- | ---------------------------- |
| 2011 | Ryan Gosling                | Drive                        | Driver                       |
| 2011 | George Clooney              | The Descendants              | Matt King                    |
| 2011 | Leonardo DiCaprio           | J. Edgar                     | J. Edgar Hoover              |
| 2011 | Michael Fassbender          | Shame                        | Brandon Sullivan             |
| 2011 | Brendan Gleeson             | The Guard                    | Sergeant Gerry Boyle         |
| 2011 | Tom Hardy                   | Warrior                      | Tommy Riordan                |
| 2011 | Woody Harrelson             | Rampart                      | Dave Brown                   |
| 2011 | Gary Oldman                 | Tinker, Tailor, Soldier, Spy | George Smiley                |
| 2011 | Brad Pitt                   | Moneyball                    | Billy Beane                  |
| 2011 | Michael Shannon             | Take Shelter                 | Curtis LaForche              |
| 2012 | Bradley Cooper              | Silver Linings Playbook      | Patrick "Pat" Solitano, Jr.  |
| 2012 | Daniel Day-Lewis            | Lincoln                      | Abraham Lincoln              |
| 2012 | John Hawkes                 | The Sessions                 | Mark O'Brien                 |
| 2012 | Hugh Jackman                | Les Misérables               | Jean Valjean                 |
| 2012 | Joaquin Phoenix             | The Master                   | Freddie Quell                |
| 2012 | Omar Sy                     | The Intouchables             | Driss Vassary                |
| 2012 | Denzel Washington           | Flight                       | William "Whip" Whitaker, Sr. |
| 2013 | Matthew McConaughey         | Dallas Buyers Club           | Ron Woodroof                 |
| 2013 | Christian Bale              | American Hustle              | Irving Rosenfeld             |
| 2013 | Bruce Dern                  | Nebraska                     | Woody Grant                  |
| 2013 | Leonardo DiCaprio           | The Wolf of Wall Street      | Jordan Belfort               |
| 2013 | Chiwetel Ejiofor            | 12 Years a Slave             | Solomon Northup              |
| 2013 | Tom Hanks                   | Captain Phillips             | Captain Richard Phillips     |
| 2013 | Robert Redford              | All Is Lost                  | Our Man                      |
| 2013 | Forest Whitaker             | The Butler                   | Cecil Gaines                 |